# Patrick Brunie
Patrick Brunie és un director de cinema francès nascut el 1947 a París. És conegut sobretot gràcies al seu documental La Ville à prendre estrenat el 1979.

## Biografia
Patrick Brunie va néixer el 1947 a París.
Es va diplomar al Conservatoire du cinéma français (C.I.C.F.), secció de direcció i muntatge. Des de 1971, és assistent de direcció (llargmetratges).
Després d'interpretar el paper de "Corset" en diversos episodis de La Cloche tibétaine, Patrick Brunie va ser assistent de direcció a la mini-sèrie de 1978, Le Mutant. Després va començar la seva carrera com a director amb el documental La Ville à prendre el 1979.
El seu segon llargmetratge, Xueiv -un anagrama de vell-, es va fer el 1982 a partir d'un plantejament de l'associació Vieillir autrement, mobilitzant-se al Nord i al Pas-de-Calais ”milers de persones, miners, pagesos, sindicalistes, jubilats o estudiants de secundària per a una reflexió sobre l'envelliment... i sobre la vida mateixa”.
A partir de 1991, Patrick Brunie es va embarcar en un nou projecte cinematogràfic, La Bataille navale. Concebut a partir d'un text de l'escriptor Bernard Noël, aquest projecte, que s'havia de rodar al Iemen i que semblava probable que obtingués l'acord de les autoritats locals, es va enfonsar finalment a causa de la prevista presència a la pel·lícula d'una escena d'amor. Patrick Brunie va insistir que la pel·lícula es rodés al Iemen, però no va poder arribar a cap acord, la qual cosa va comportar la retirada del productor i dels mecenes previstos.
Patrick Brunie també és el fundador d'un col·lectiu d'artistes, "Les Gardiens du pont". Presidit pel productor de cinema Alain Depardieu, germà de l'actor, aquest col·lectiu havia aconseguit des del 1999 transformar l'estrep del pont Alexandre-III, costat marge esquerre, en "un lloc inusual per a exposicions i vetllades populars entre els joves creadors i l'underground parisenc", segons la valoració de Le Parisien. El col·lectiu va finalitzar les seves activitats el 8 de març de 2012.

## Filmografia

### Curtmrtratges
- 1974 : La Trève
- 1976 : La Vie sourde
- 1981 : Conservez votre billet jusqu'à la sortie[7]
- 1981 : Fifres et tambours
- 1981 : Un dimanche à Herzeele
- 1987 : L'outrage aux mots [8]
- 1993 : Fuis la nuit[9]
- 2008 : Malam, l'œuvre insoumise

### Llargmetratges
- 1979 : La Ville à prendre[10]
- 1982 : Xueiv
- 2013 : Le Bucintoro du troisième millénaire[11]
- 2015 : Le Bucintoro des Républiques[12]

## Escenografies
- 1986 : l'Inhumaine
- 1990 : Le Château de Cène

## Obres literàries
- La Bataille Navale[13]
- La ville à prendre[13]
- Sisyphe n'est pas mort[13]